# Beaufort (Luxemburgo)
Beaufort (Beefort, en luxemburgués) es una comuna del este de Luxemburgo. Forma parte del cantón de Echternach.
En Beaufort hay un castillo, el cual se construyó en el siglo XII y después se reconstruyó por el gobernador de Luxemburgo, Ernesto de Mansfeld, en el siglo XVI.

## Galería de imágenes

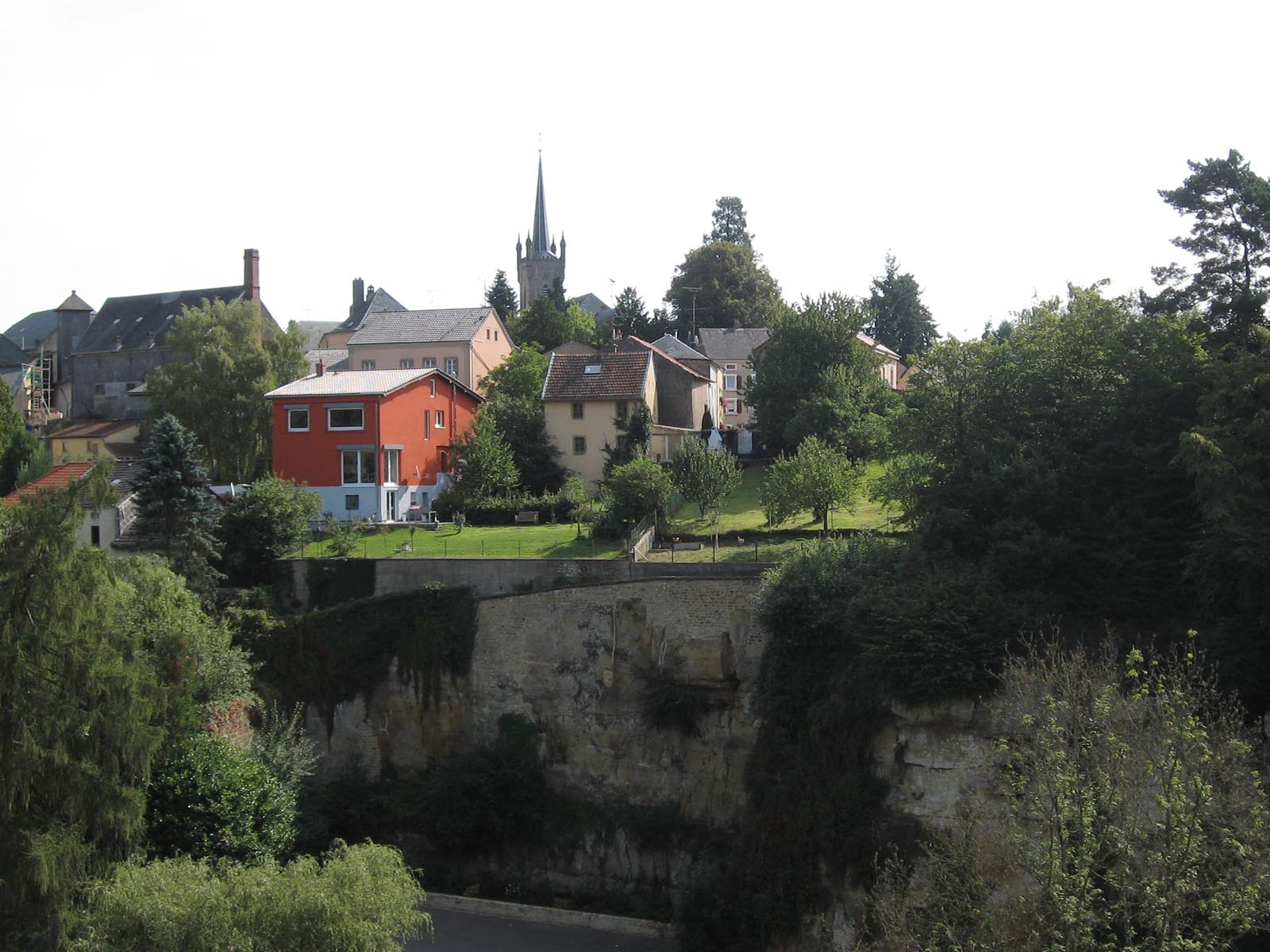
Beaufort
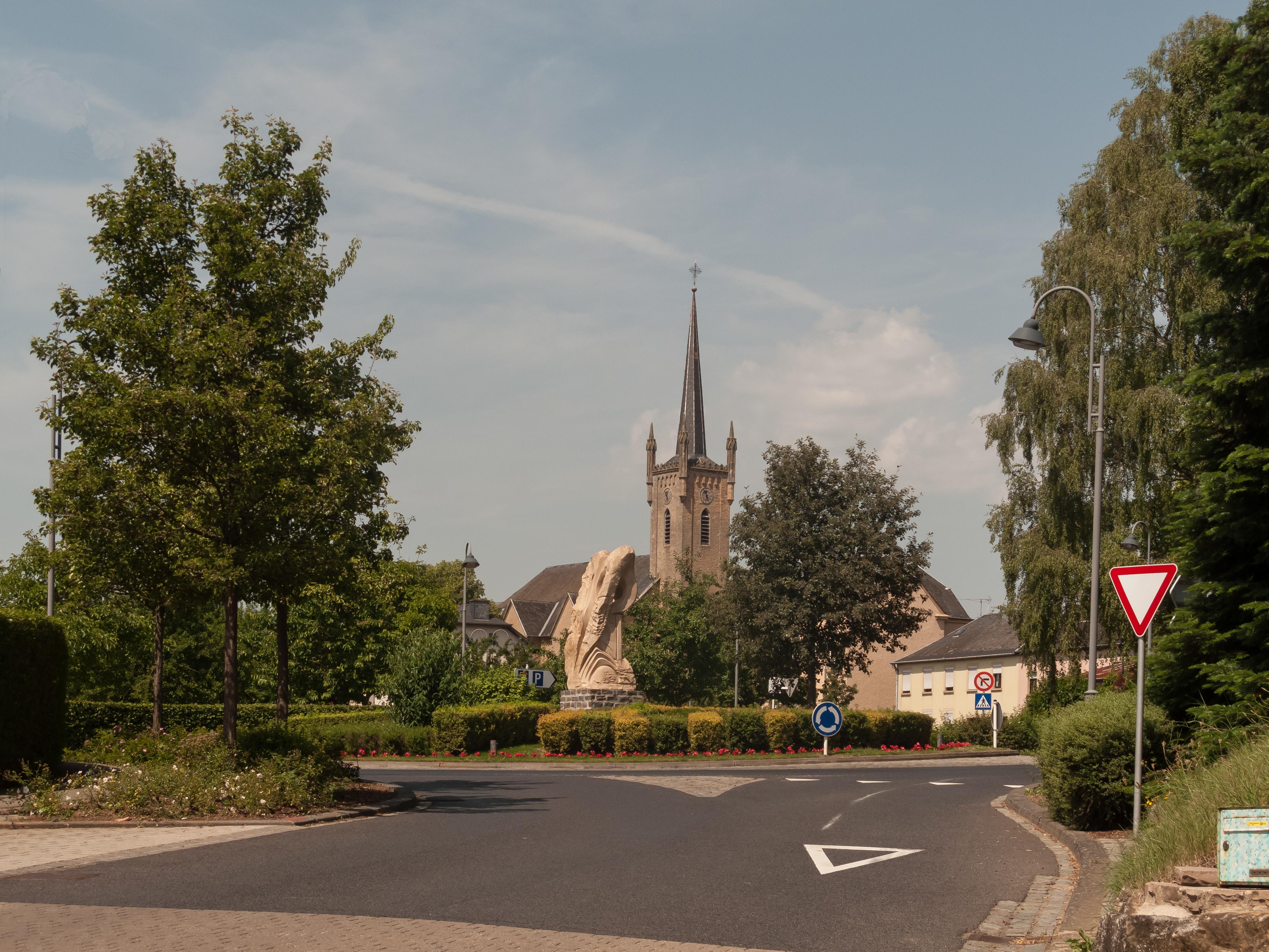
Iglesia ( l'église Saint-Michel) en la calle
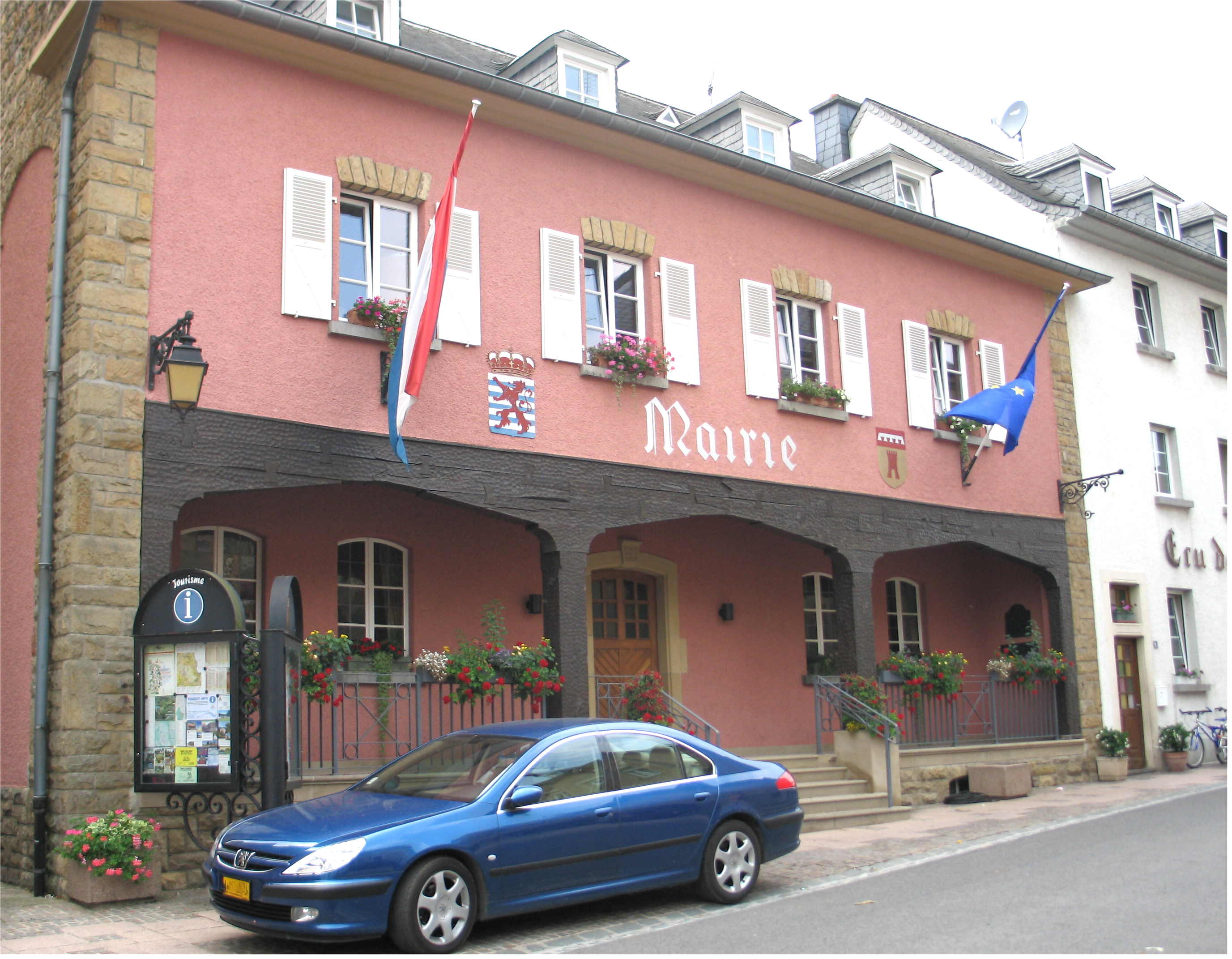
Beaufort town hall
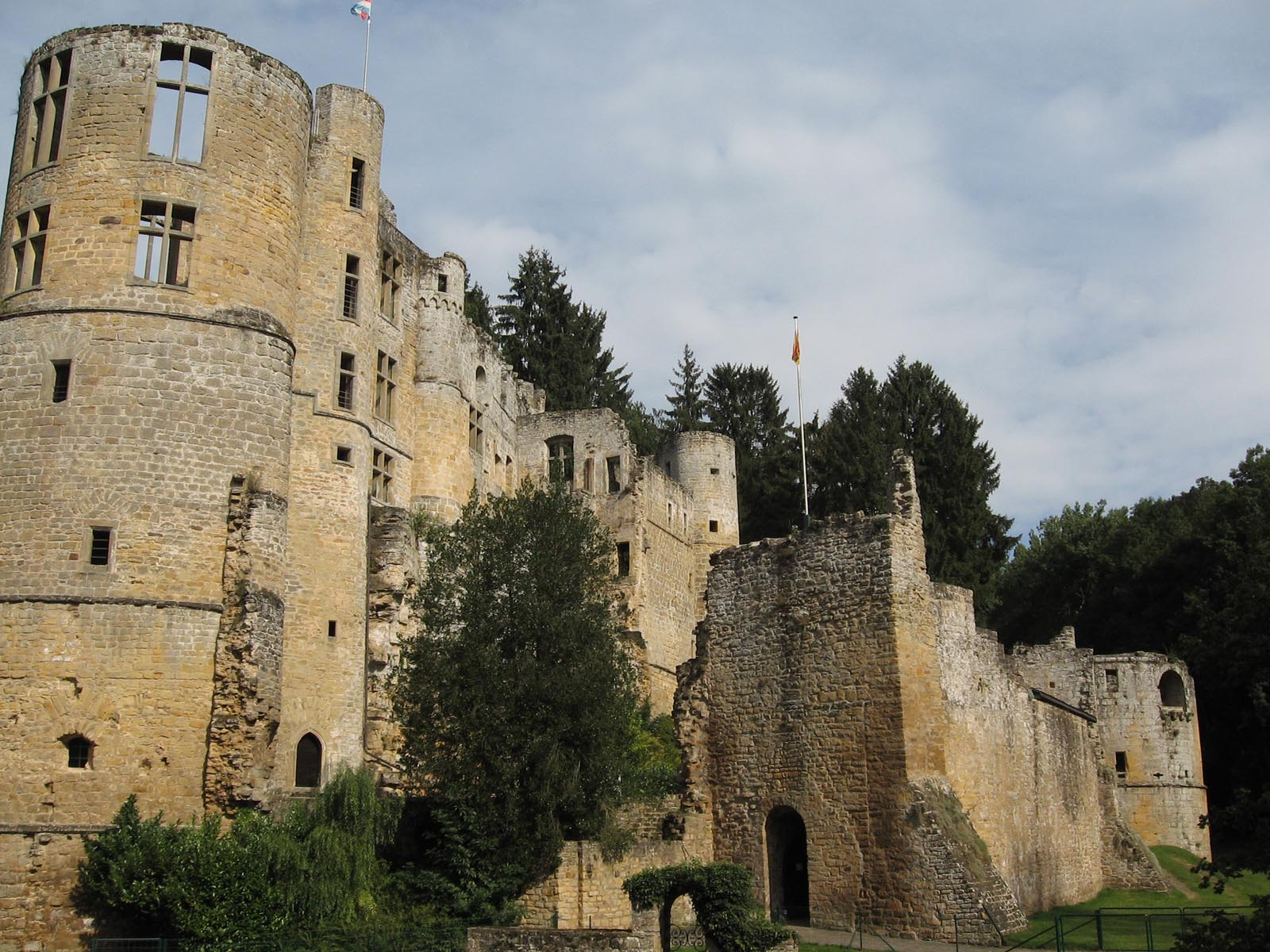
Beaufort castle